# アネスト岩田
アネスト岩田株式会社（アネストいわた、ANEST IWATA Corporation）は、神奈川県横浜市港北区に本社を置き、各種空気圧縮機（コンプレッサ）、真空機器、塗装機器・設備並びに液圧機器・設備を製造・販売している。
創業から95年以上の歴史を持つ。海外20カ国以上に30以上の拠点を配置し、グローバルに展開している。

## 沿革
- 1926年（大正15年）5月 - 岩田製作所として創業[1]。
- 1957年（昭和32年）4月 ‐ 岩田塗装機工業株式会社設立。
- 1961年（昭和36年）- 東京証券取引所2部上場。
- 1963年（昭和38年）10月 - 株式の額面変更のため、形式上の存続会社である岩田塗装機工業株式会社（登記上の設立年月日は1948年（昭和23年）6月2日）に吸収合併される。
- 1973年（昭和48年）‐ 東京証券取引所1部指定替え。
- 1996年（平成8年）- 現在の社名に変更。
- 2018年（平成30年）2月22日 - 箱根ターンパイクの命名権を取得[2]。これにより道路名称が「アネスト岩田 ターンパイク箱根」、ラウンジが「アネスト岩田 スカイラウンジ」と名付けられる。但し、日本道路交通情報センターが発する交通情報での命名権名称を用いての言及は、NHKにおいては放送法第83条に抵触し、民放も放送時間に限りがある為、NHK・民放各局共々、企業名を排除した正式名称で報じられる。
- 2023年（令和5年）- SUPER GTにArnage Racingとのジョイントで「ANEST IWATA Racing with Arnage」として参戦。
- 2025年（令和7年）- Arnage Racingから参戦権を譲り受け、単独チームとして新規エントラントチームとして参戦。マシンメンテナンスをGAINERに委託する。

## 事業所
- 本社 - 神奈川県横浜市港北区
- 秋田工場 - 秋田県大仙市
- 福島工場 - 福島県西白河郡矢吹町

## 戦績

### SUPER GT
| 年     | エントラント名                 | Car No. | 使用車両           | ドライバー                                     | クラス | 1      | 2      | 3      | 4      | 5      | 6      | 7       | 8       | 順位 | ポイント |
| ------ | ------------------------------ | ------- | ------------------ | ---------------------------------------------- | ------ | ------ | ------ | ------ | ------ | ------ | ------ | ------- | ------- | ---- | -------- |
| 2023年 | ANEST IWATA Racing with Arnage | 50      | レクサス・RC F GT3 | イゴール・フラガ 古谷悠河 小山美姫（Rd.2-5,7） | GT300  | OKA 12 | FSW 14 | SUZ 17 | FSW 19 | SUZ 10 | SUG 7  | AUT 11  | MOT 17  | 17位 | 27       |
| 2024年 | ANEST IWATA Racing with Arnage | 50      | レクサス・RC F GT3 | イゴール・フラガ 古谷悠河                      | GT300  | OKA 17 | FSW 14 | SUZ 14 | FSW 20 | SUZ 21 | SUG 18 | AUT Ret | MOT Ret | 24位 | 12       |
| 2025年 | ANEST IWATA Racing             | 26      | レクサス・RC F GT3 | イゴール・フラガ 安田裕信                      | GT300  | OKA 2  | FSW    | SEP    | FSW    | SUZ    | SUG    | AUT     | MOT     | 2位* | 23*      |

## 参考資料
1. ↑  “会社概要”. 2020年7月11日閲覧。
2. ↑  箱根ターンパイクのネーミングライツを取得 - アネスト岩田 2018年2月22日（2018年2月23日閲覧）